# اصطفاء اتجاهي

في الوراثيات السكانية، الاصطفاء الاتجاهي هو نوع من الاصطفاء الطبيعي يحابي قيمة واحدة معينة لإحدى سمات النمط الظاهري، مما يجعل دالة التوزيع الطبيعي للتجمع تتحرك باتجاه واحد بشكل مستمر. بعكس الاصطفاء التمزقي، الدالة هنا تتحرك باتجاه اليمين أو اليسار فقط، ولا تتزحزح عامودياً بدرجة كبيرة. في هذا نوع من الاصطفاء لا يتعلق ازدياد تواتر الأليل بكونه سائداً أو متنحياً بالنسبة للألائل الأخرى. أي حتى وإن كان الأليل متنحياً، فإنه مع الوقت سيتم تثبيته إن خضع للاصطفاء الاتجاهي.
هذه الظاهرة تحدث عادةً في ظل التغيرات البيئية أو هجرة التجمعات لمناطق جديدة ذات ضغوط بيئية جديدة. إنَّ أحد الأمثلة على الاصطفاء الاتجاهي هو سجلات الأحافير التي تبين أنِّ حجم الدببة السوداء في أوروبا قد تضاءل خلال مدة ما بين الدورين الجليديين في العصر الجليدي، إلا أنه كبر خلال كل من الدورين الجليديين. ومثال آخر هو تغير حجم المناقير في تجمع من الشرشوريات. فخلال السنوات الممطرة كانت الحبوب الصغيرة شائعة أكثر من باقي أنواع الحبوب، وكانت متوفرة بكثرة، ولذلك نادراً ما كانت الشرشوريات تتناول الحبوب الكبيرة. وخلال سنوات الجفاف، لم تكن أي من أنواع الحبوب متوفرة بقدر كبير نسبياً، لكن هذه الطيور كانت تأكل الحبوب الكبيرة أكثر.  هذا التغير في غذائها أثر على عمق مناقير الأجيال اللاحقة من الشرشوريات.

## الأدلة
يحدث الاصطفاء الاتجاهي في ظل التغيُّرات البيئية في أغلب الأحيان، فعندما يهاجر الأفراد إلى مناطق جديدة ذات ضغوط بيئيَّة مختلفة يسمح الاصطفاء الاتجاهي بحدوث تغيُّرات سريعة تسمح بالتكيُّف، ويلعب دوراً رئيسيَّاً في التباين بين الأفراد، أظهر التحليل الوراثي أنَّ الموقع المورِّثي المرتبط بالاصطفاء الاتجاهي كان أعلى من المُتوقَّع، بمعنى أنَّ اختيار الاتجاه هو السبب الرئيسي لحدوث التنوُّع الشكلي، ممَّا يؤدي إلى حدوث نوع من التباين والاختلاف بين الأفراد.

## أمثلة
تأتي الأدلَّة التي تدعم الاصطفاء الاتجاهي من السجل الأحفوري ومن الأمثلة التي توضِّح ذلك أنَّ حجم الدببة السوداء في أوروبا قد انخفض بشكلٍ تدريجي في الفترات بين العصور الجليديَّة ولكنَّه زاد خلال كلِّ عصرٍ جليدي، مثالٌ آخر هو حجم المنقار في عددٍ من الطيور الصغيرة، فخلال السنوات الماطرة كانت البذور الصغيرة أكثر شيوعاً ونادراً ما احتاجت الطيور لأكل البذور الكبيرة، في حين أنَّها اضطرت لأكل البذور الكبيرة في سنوات القحط والجفاف، هذا التغيُّر في النظام الغذائي للطيور أدَّى لتغيُّر ملحوظ في حجم مناقيرها في الأجيال القادمة.

### أسماك البلطية الإفريقيَّة
من المعروف اليوم أنَّ أسماك البلطية الإفريقيَّة African cichlids هي من أسرع الأسماك تطوُّراً وأكثرها تنوعاً، لكنَّ المدهش أنَّ هذه الأسماك قد تطوَّرت ضمن نفس البيئة الوراثية تقريباً، مع ذلك فهناك اختلافات شكليَّة كبيرة بينها وخصوصاً فيما يتعلَّق بالفم والفك، هذه الاختلافات كانت موضوع للعديد من الدراسات أهمُّها دراسة ألبرتسون (2003) والتي ركَّزت على دراسة نوعين من أسماك البلطية الإفريقيَّة هناك اختلاف كبير في شكل الفم بينهما، ووجدت أدلّة قاطعة على أنَّ الاصطفاء الاتجاهي هو المسؤول عن هذا التباين، ومع ذلك لم يكن هذا هو الحال بالنسبة للجمجمة وأجزاء أخرى من جسم السمكة.

### السلمون الأحمر
سمك السلمون الأحمر Sockeye salmon هو واحد من أنواع الأسماك التي يهاجر أفرادها إلى الأنهار نفسها التي ولدوا فيها من أجل عمليَّة التكاثر، تحدث هذه الهجرات في نفس الوقت تقريباً من كلِّ عام لكنَّ دراسة قام بها كوين وزملاؤه عام 2007 تظهر أنَّ سمك السلمون الأحمر الذي عثر عليه في مياه خليج بريستول في ألاسكا قد خضع لاصطفاء اتجاهي في الآونة الأخيرة أدى لتغيُّرات في توقيت الهجرة، أُجريت الدراسة على مجموعتين من أسماك السلمون حيث دُرست البيانات المقدَّمة من إدارة صيد الأسماك في ألاسكا من عام 1969 ولغاية 2003 وبعد تحليل هذه البيانات تبيَّن وجود تغيُّرات هامة في توقيت هجرة الأسماك فيما يبدو أنَّه اصطفاء اتجاهي نتيجة بعض المُتغيِّرات الخاصة في البيئة والتي أدَّت بدورها لتكيُّفات سريعة من قبل الأسماك، كان يُعتقد سابقاً أنَّ درجة حرارة الماء تُسبِّب توقيت هجرة مُبكِّر لكنَّ هذه الدراسة لم تجد أي ارتباط هام بينهما، من جهت أخرى يقترح الباحثون أنَّ مصائد الأسماك الكبيرة يمكن أن تكون هي الدافع الرئيسي وراء حدوث هذا الاصطفاء الاتجاهي لأنَّ الصيد يحدث عادةً في الفترات التي تعقب الهجرة وبالتالي يمنع أسماك السلمون من التكاثر وهو الأمر الذي دفعها لتغيير توقيت هجرتها للحفاظ على نوعها.